# Sistema bibliotecario Sud ovest bresciano
Il sistema bibliotecario Sud ovest bresciano è una rete di biblioteche situate nei comuni della Bassa Bresciana occidentale.
È parte della Rete Bibliotecaria Bresciana e Cremonese (RBBC). La convenzione che regola i rapporti tra i comuni aderenti è stata stipulata il 18 agosto del 2000. 

## Le biblioteche
Il sistema Sud ovest bresciano comprende le biblioteche di Berlingo, Castegnato, Castelcovati, Castel Mella, Castrezzato, Cazzago San Martino, Cellatica, Chiari, Coccaglio, Comezzano-Cizzago, Gussago, Lograto, Maclodio, Ospitaletto, Passirano, Roccafranca, Rodengo-Saiano, Roncadelle, Rovato, Rudiano, Torbole Casaglia, Travagliato, Trenzano e Urago d'Oglio, per un totale di 24 biblioteche pubbliche a cui si è aggiunta nel 2013 la biblioteca scolastica dell'Istituto d'Istruzione superiore Lorenzo Gigli di Rovato.
Per accedere ai servizi delle biblioteche è necessaria l'iscrizione alla Rete Bibliotecaria Bresciana e Cremonese, per la quale è sufficiente l'esibizione di un documento di identità valido e può essere utilizzata la Carta regionale dei servizi.

## Compiti istituzionali e iniziative
Il Sud ovest bresciano svolge compiti di coordinamento dei programmi delle biblioteche associate e degli acquisti, cura l'acquisizione e la gestione di un comune fondo librario, organizza e gestisce in collaborazione con gli altri sistemi bibliotecari bresciani e la Provincia di Brescia del prestito interbibliotecario, si occupa inoltre dell'aggiornamento del personale delle biblioteche, del monitoraggio degli indicatori statistici, della definizione periodica di standard-obiettivo, della promozione e del coordinamento di attività culturali, con particolare riguardo alla scuola, correlate alle funzioni proprie delle biblioteche di diffusione della lettura e dell'informazione, del libro e del documento, di collaborare con altre strutture e servizi socio-culturali. 
Il Sud ovest bresciano organizza diverse iniziative, tra cui "Storie per gioco" (gara di lettura via Internet tra le classi delle scuole dei comuni aderenti) e la Rassegna di letture spettacolari e incontri con l'autore "Un libro, per piacere!" entrambe giunte nel 2013 alla decima edizione. Collabora inoltre alla "Rassegna della Microeditoria" (mostra di libri pubblicata da piccole case editrici che si tiene annualmente a Chiari presso villa Mazzotti), in particolare nel Concorso Microeditoria di qualità.